# Peleteria tegulata
Peleteria tegulata är en tvåvingeart som först beskrevs av Townsend 1916.  Peleteria tegulata ingår i släktet Peleteria och familjen parasitflugor. Inga underarter finns listade i Catalogue of Life.